# Kakuryū Rikisaburō
Kakuryū Rikisaburō (鶴竜 力三郎?), nacido el 10 de agosto de 1985 como Mangaljalavyn Anand (Мангалжалавын Ананд en mongol) es un luchador profesional de sumo, natural de la provincia de Sükhbaatar, Mongolia. Alcanzó la máxima categoría de yokozuna en 2014.

## Trayectoria
Ha sido miembro de la más alta división del sumo (makuuchi) desde noviembre de 2006 acumulando después varios premios, sobre todo por su técnica. En julio de 2009 consiguió acceder al rango de sekiwake y en marzo de 2012 al de ōzeki.
En enero de 2014 fue subcampeón durante el Hatsu Basho, y en marzo de ese mismo año ganaría el siguiente torneo durante el Haru Basho; después de obtener estos dos buenos resultados fue ascendido a yokozuna, convirtiéndose así en el yokozuna 71.º de la historia. En el segundo torneo de 2018 obtuvo su cuarto yusho.
En julio de 2019 comenzó el torneo con doce victorias consecutivas, hasta que perdió contra Tomokaze. A pesar de este tropiezo empató en el primer puesto con Hakuho, pero este perdió ante Kotoshogiku el penúltimo día. En el último día de torneo se enfrentaron los dos yokozunas, y Kakuryū ganó el combate y el título.
El 24 de marzo de 2021 anunció su retirada debido a problemas de salud.

## Historial
| Año (Honbasho) | Hatsu Basho (enero) (ciudad de Tokio) | Haru Basho (marzo) (ciudad de Osaka) | Natsu Basho (mayo) (ciudad de Tokio) | Nagoya Basho (julio) (ciudad de Nagoya) | Aki Basho (septiembre) (ciudad de Tokio) | Kyushu Basho (noviembre) (ciudad de Fukuoka) | Victorias / Derrotas / Ausencias |
| 2001           | ─                                     | ─                                    | ─                                    | ─                                       | ─                                        | Maezumo Hatsu Dohyō 0 - 0                    | 0 - 0                            |
| 2002           | Jonokuchi 32 Oeste 5 - 2              | Jonidan 97 Oeste 4 - 3               | Jonidan 74 Este 5 - 2                | Jonidan 32 Oeste 6 - 1                  | Sandanme 70 Este 5 - 2                   | Sandanme 40 Oeste 1 - 6                      | 26 - 16                          |
| 2003           | Sandanme 76 Oeste 2 - 5               | Jonidan 4 Este 4 - 3                 | Sandanme 87 Este 3 - 4               | Jonidan 5 Este 5 - 2                    | Sandanme 70 Oeste 3 - 4                  | Sandanme 86 Oeste 6 - 1                      | 23 - 19                          |
| 2004           | Sandanme 25 Este 4 - 3                | Sandanme 13 Oeste 4 - 3              | Sandanme 3 Este 3 - 4                | Sandanme 17 Oeste 7 - 0                 | Makushita 14 Oeste 1 - 6                 | Makushita 35 Oeste 4 - 3                     | 23 - 19                          |
| 2005           | Makushita 27 Oeste 4 - 3              | Makushita 21 Oeste 5 - 2             | Makushita 12 Oeste 4 - 3             | Makushita 7 Oeste 4 - 3                 | Makushita 5 Este 5 - 2                   | Jūryō 14 Oeste 5 - 10                        | 27 - 23                          |
| 2006           | Makushita 3 Este 5 - 2                | Jūryō 11 Oeste 9 - 6                 | Jūryō 8 Oeste 9 - 6                  | Jūryō 4 Este 9 - 6                      | Jūryō 1 Oeste 9 - 6                      | Maegashira 8 Oeste 8 - 7                     | 49 - 33                          |
| 2007           | Maegashira 8 Oeste 6 - 9              | Maegashra 11 Oeste 9 - 6             | Maegashira 5 Oeste 6 - 9             | Maegashira 8 Este 9 - 6                 | Maegashira 2 Oeste 7 - 8                 | Maegashira 3 Este 4 - 11                     | 41 - 49                          |
| 2008           | Maegashira 8 Este 11 - 4              | Maegashira 1 Oeste 6 - 9             | Maegashira 3 Oeste 5 - 10            | Maegashira 7 Oeste 8 - 7                | Maegashira 5 Este 7 - 8                  | Maegashira 6 Este 5 - 6 - 4                  | 42 - 44 - 4                      |
| 2009           | Maegashira 8 Oeste 9 - 6              | Maegashira 1 Oeste 10 - 5            | Komusubi 1 Este 9 - 6                | Sekiwake 1 Este 5 - 10                  | Maegashira 3 Oeste 11 - 4                | Sekiwake 1 Oeste 7 - 8                       | 51 - 39                          |
| 2010           | Komusubi 1 Oeste 7 - 8                | Maegashira 1 Este 6 - 9              | Maegashira 3 Este 6 - 9              | Maegashira 6 Este 11 - 4                | Komusubi 1 Oeste 9 - 6                   | Sekiwake 1 Oeste 7 - 8                       | 46 - 44                          |
| 2011           | Komusubi 1 Oeste 8 - 7                | ─                                    | Komusubi 1 Este 12 - 3               | Sekiwake 2 Oeste 10 - 5                 | Sekiwake 2 Este 9 - 6                    | Sekiwake 1 Oeste 10 - 5                      | 49 - 26                          |
| 2012           | Sekiwake 1 Este 10 - 5                | Sekiwake 1 Este 13 - 2               | Ōzeki 3 Oeste 8 - 7                  | Ōzeki 3 Oeste 9 - 6                     | Ōzeki 3 Oeste 11 - 4                     | Ōzeki 1 Este 9 - 6                           | 60 - 30                          |
| 2013           | Ōzeki 1 Oeste 8 - 7                   | Ōzeki 2 Este 8 - 7                   | Ōzeki 1 Oeste 10 - 5                 | Ōzeki 2 Este 10 - 5                     | Ōzeki 1 Oeste 9 - 6                      | Ōzeki 2 Este 9 - 6                           | 54 - 36                          |
| 2014           | Ōzeki 1 Oeste 14 - 1                  | Ōzeki 1 Este 14 - 1                  | Yokozuna 2 Este 9 - 6                | Yokozuna 2 Este 11 - 4                  | Yokozuna 1 Oeste 11 - 4                  | Yokozuna 1 Oeste 12 - 3                      | 71 - 19                          |
| 2015           | Yokozuna 1 Este 10 - 5                | Yokozuna 2 Este 0 - 1 - 14           | Yokozuna 2 Este 0 - 0 - 15           | Yokozuna 2 Este 12 - 3                  | Yokozuna 1 Oeste 12 - 3                  | Yokozuna 1 Este 9 - 6                        | 43 - 18 - 29                     |
| 2016           | Yokozuna 2 Este 10 - 5                | Yokozuna 2 Este 10 - 5               | Yokozuna 1 Oeste 11 - 4              | Yokozuna 1 Oeste 2 - 2 - 11             | Yokozuna 2 Este 10 - 5                   | Yokozuna 1 Oeste 14 - 1                      | 57 - 22 - 11                     |
| 2017           | Yokozuna 1 Este 5 - 6 - 4             | Yokozuna 1 Oeste 10 - 5              | Yokozuna 1 Oeste 1 - 4 - 10          | Yokozuna 2 Oeste 2 - 2 - 11             | Yokozuna 2 Oeste 0 - 0 - 15              | Yokozuna 2 Oeste 0 - 0 - 15                  | 18 - 17 - 55                     |
| 2018           | Yokozuna 2 Este 11 - 4                | Yokozuna 1 Este 13-2                 | Yokozuna 1 Este 14-1                 | Yokozuna 1 Este 3-3-9                   | Yokozuna 1 Oeste 0 - 0 - 15              | Yokozuna 1 Oeste 0 - 0 - 15                  | 41 - 10 - 39                     |
| 2019           | Yokozuna 2 Este 2 - 4 - 9             | Yokozuna 1 Oeste 10-5                | Yokozuna 1 Oeste 11-4                | Yokozuna 1 Este 14-1                    | Yokozuna 1 Este 4 - 4 - 7                |                                              |                                  |